# 旺德夫尔莱南锡
旺德夫尔莱南锡（法語：Vandœuvre-lès-Nancy，法語發音：[vɑ̃dœvʁ lɛ nɑ̃si]），法国东北部城市，大东部大区默尔特-摩泽尔省的一个市镇，隶属于南锡区，其市镇面积为9.46平方公里，2022年1月1日时人口数量为29,697人，是该省人口第二多的市镇，在法国城市中排名第283位。
旺德夫尔莱南锡位于默尔特-摩泽尔省南部，省会南锡市区以南，是南锡的一个近郊卫星城，法国科学技术信息研究所、洛林大学南锡校区和南锡大学区域中心医院位于其市镇范围内。

## 地名来源
“Vandœuvre”最初于公元971年以“Vindopera”的形式被记载，该名称的来源及含义尚存在争议，可能出自高卢语“Vindobriga”，意为“白色的山”；亦可能出自拉丁语“Vandalorum opus”，意为“汪达尔人的城池”。
“-lès-Nancy”（意为“在南锡附近”）这一后缀自1936年起成为当地官方名称的一部分。

## 历史

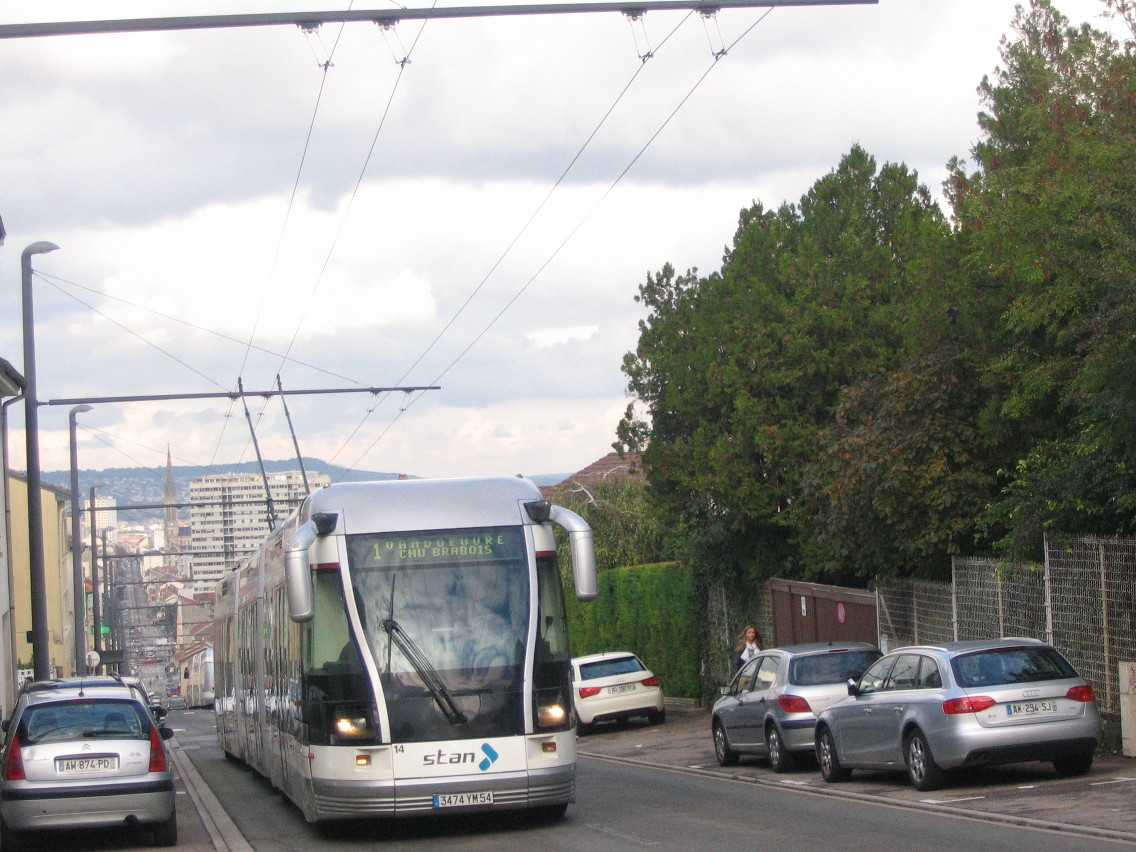
途径旺德夫尔的南锡导轨电车

根据当地官方网站的论述，旺德夫尔莱南锡在古典时期就已形成聚落。中世纪初，旺德夫尔兴建了一处修道院，当地林间出现了养殖业，并开辟了一条从连接镇中心和南锡的道路。1477年1月5日，洛林和勃艮第公爵在旺德夫尔附近发生南锡战役。1603年，旺德夫尔修道院被毁。法国大革命后，旺德夫尔成为默尔特省的一个市镇，彼时当地仅为一个五百人口的农业村落。普法战争结束后，旺德夫尔所在的默尔特省被拆分为默尔特-摩泽尔省。自19世纪末起，随着南锡的城市扩张，旺德夫尔境内出现了大批居民建筑，当地人口数量逐年增加。二战后，旺德夫尔莱南锡境内被规划建设了多处高层公寓居民社区，并由此配套修建了学校、商场、教堂等设施。自20世纪60年代起，位于旺德夫尔莱南锡境内的南锡布拉布瓦科技园区启动建设，南锡第一大学和南锡大学区域中心医院是该园区的代表性工程，两者分别于1970年和1973年建成。2000年，途径旺德夫尔莱南锡的南锡导轨电车1号线建成通车，后者是世界上最后一个商业运营的庞巴迪导轨列车系统，因故障率过高而于2023年3月12日停运拆除，原线路将被无轨电车代替。

## 地理

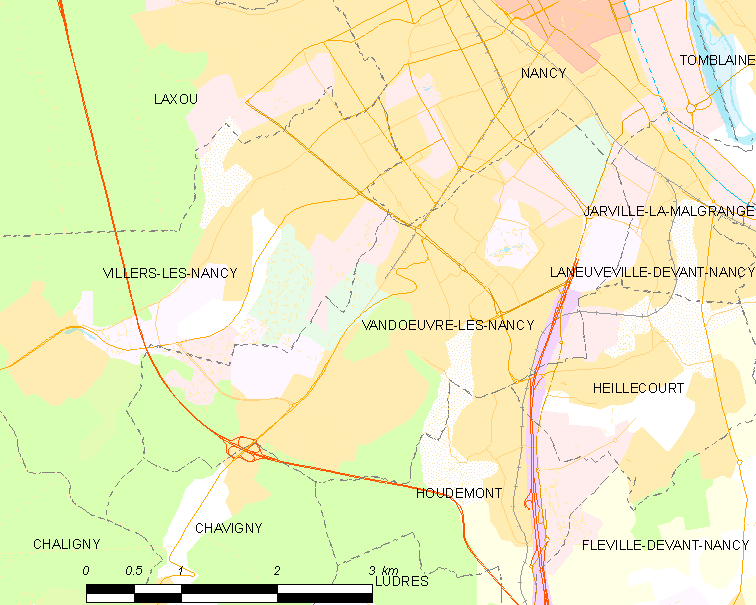
旺德夫尔莱南锡市镇范围地图

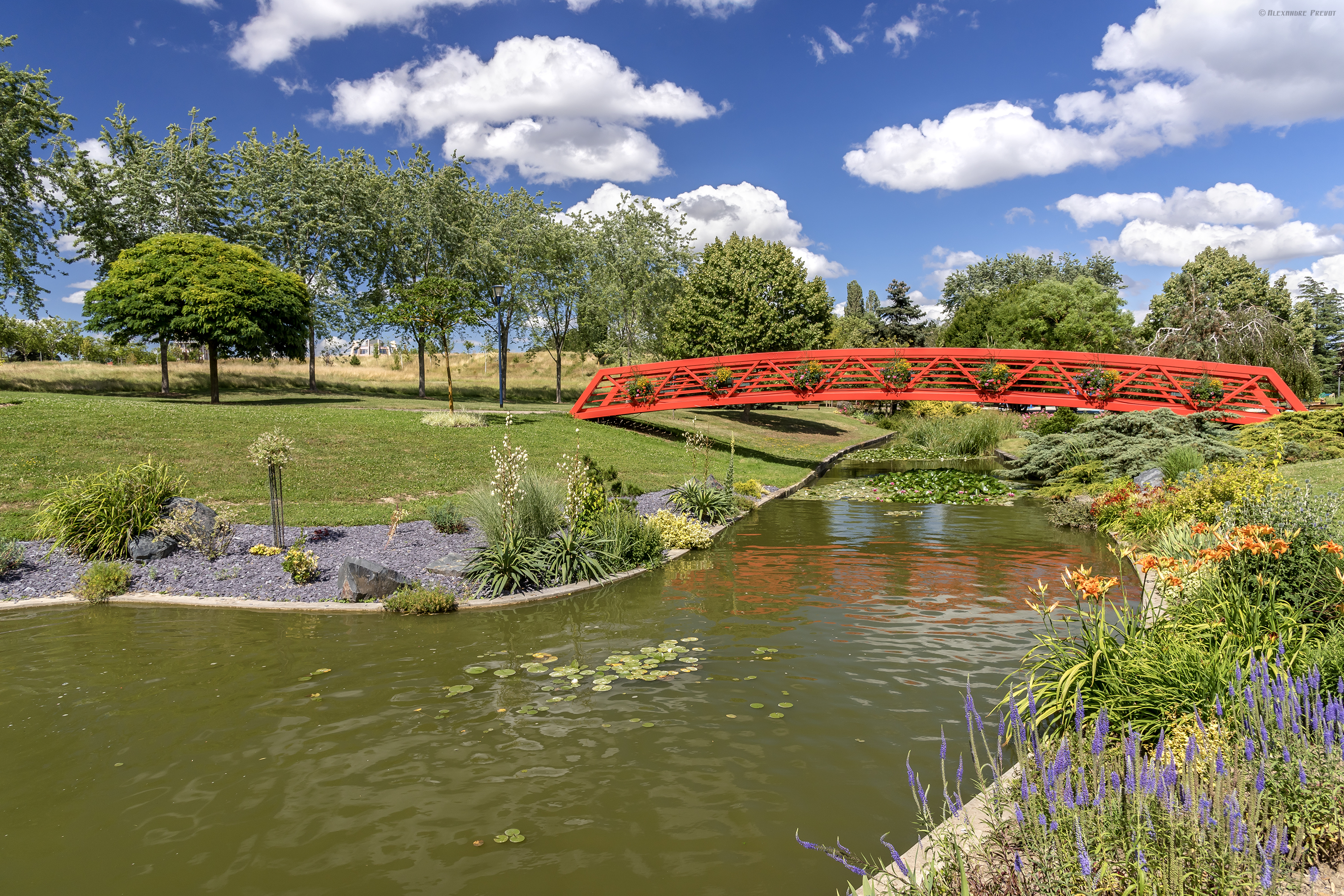
里夏尔·普耶公园一角

旺德夫尔莱南锡位于法国东北部，大东部大区中部和默尔特-摩泽尔省南部，距离省会南锡大约5公里。与旺德夫尔莱南锡接壤的市镇包括：南锡、雅维尔-拉马尔格朗日、维莱莱南锡、沙维尼、埃耶库尔和乌德蒙。

### 地形
旺德夫尔莱南锡位于布拉布瓦高原北坡，境内以平原和坡地为主，北侧靠近南锡的部分地势较为平坦，中部地区地势自北向南快速抬升，南侧的高地地带地势亦较为平坦，全境海拔在213到404米之间。

### 水文
旺德夫尔莱南锡位于摩泽尔河流域范围内，其市镇范围内无大型天然地表径流。

### 植被
旺德夫尔莱南锡属于温带阔叶混交林区，里夏尔·普耶公园和让-马里·佩尔特植物花园是当地主要的两处城市绿地，林地则广泛分布于布拉布瓦街区。
在鲜花城市的评比中，旺德夫尔莱南锡被评为3星级鲜花城市。

### 气候
旺德夫尔莱南锡在柯本气候分类法中属于带有大陆性特征的温带海洋性气候。
距离旺德夫尔莱南锡最近的常年气象站位于埃塞莱南锡境内，以下为该气象站的数据：
| 埃塞莱南锡 1981年－2019年 | 埃塞莱南锡 1981年－2019年 | 埃塞莱南锡 1981年－2019年 | 埃塞莱南锡 1981年－2019年 | 埃塞莱南锡 1981年－2019年 | 埃塞莱南锡 1981年－2019年 | 埃塞莱南锡 1981年－2019年 | 埃塞莱南锡 1981年－2019年 | 埃塞莱南锡 1981年－2019年 | 埃塞莱南锡 1981年－2019年 | 埃塞莱南锡 1981年－2019年 | 埃塞莱南锡 1981年－2019年 | 埃塞莱南锡 1981年－2019年 | 埃塞莱南锡 1981年－2019年 |
| 月份                      | 1月                       | 2月                       | 3月                       | 4月                       | 5月                       | 6月                       | 7月                       | 8月                       | 9月                       | 10月                      | 11月                      | 12月                      | 全年                      |
| ------------------------- | ------------------------- | ------------------------- | ------------------------- | ------------------------- | ------------------------- | ------------------------- | ------------------------- | ------------------------- | ------------------------- | ------------------------- | ------------------------- | ------------------------- | ------------------------- |
| 历史最高温 °C（°F）       | 16.8 (62.2)               | 20.8 (69.4)               | 24.3 (75.7)               | 29.3 (84.7)               | 35.6 (96.1)               | 37.2 (99.0)               | 40.1 (104.2)              | 39.3 (102.7)              | 33.7 (92.7)               | 27.2 (81.0)               | 22.1 (71.8)               | 18.5 (65.3)               | 40.1 (104.2)              |
| 平均高温 °C（°F）         | 4.6 (40.3)                | 6.4 (43.5)                | 10.9 (51.6)               | 14.8 (58.6)               | 19.2 (66.6)               | 22.6 (72.7)               | 25.1 (77.2)               | 24.7 (76.5)               | 20.3 (68.5)               | 15.1 (59.2)               | 8.9 (48.0)                | 5.4 (41.7)                | 14.8 (58.6)               |
| 日均气温 °C（°F）         | 1.9 (35.4)                | 2.9 (37.2)                | 6.5 (43.7)                | 9.5 (49.1)                | 13.8 (56.8)               | 17.1 (62.8)               | 19.4 (66.9)               | 19 (66)                   | 15.2 (59.4)               | 11 (52)                   | 5.8 (42.4)                | 2.9 (37.2)                | 10.4 (50.7)               |
| 平均低温 °C（°F）         | −0.8 (30.6)               | −0.7 (30.7)               | 2 (36)                    | 4.1 (39.4)                | 8.4 (47.1)                | 11.7 (53.1)               | 13.7 (56.7)               | 13.2 (55.8)               | 10.1 (50.2)               | 6.8 (44.2)                | 2.8 (37.0)                | 0.4 (32.7)                | 6 (43)                    |
| 历史最低温 °C（°F）       | −21.6 (−6.9)              | −24.8 (−12.6)             | −15.9 (3.4)               | −6.9 (19.6)               | −4.2 (24.4)               | 1.6 (34.9)                | 2 (36)                    | 2.8 (37.0)                | −1.3 (29.7)               | −7.9 (17.8)               | −12.7 (9.1)               | −21.3 (−6.3)              | −24.8 (−12.6)             |
| 平均降水量 mm（）         | 65.4 (2.57)               | 55.3 (2.18)               | 59.5 (2.34)               | 49.3 (1.94)               | 67.6 (2.66)               | 69.2 (2.72)               | 62.4 (2.46)               | 63 (2.5)                  | 64.7 (2.55)               | 73.8 (2.91)               | 65.9 (2.59)               | 79 (3.1)                  | 775.1 (30.52)             |
| 月均日照時數              | 55.9                      | 79.7                      | 129.1                     | 173.9                     | 199.1                     | 220.9                     | 229.1                     | 213.7                     | 162.8                     | 104.8                     | 51.7                      | 44.3                      | 1,665                     |
| 来源：infoclimat.fr       |                           |                           |                           |                           |                           |                           |                           |                           |                           |                           |                           |                           |                           |

## 行政区划
旺德夫尔莱南锡的市镇编号为54547，邮政编号为54500。
在行政管理方面，旺德夫尔莱南锡隶属于法国大东部大区默尔特-摩泽尔省南锡区；在地方选举方面，旺德夫尔莱南锡是旺德夫尔莱南锡县的中央投票站所在地，其市镇范围全境被划入默尔特-摩泽尔省第二选区；在社会管理方面，旺德夫尔莱南锡是大南锡都会区的组成部分。
旺德夫尔莱南锡市镇被划为18个街区，实行街区自治制度。旺德夫尔莱南锡的欧松维尔-民族（Haussonville - Les Nations）街区为城市政策优先街区。
法国国家统计与经济研究所（简称）在进行数据统计时，将旺德夫尔莱南锡及相邻的另外27个市镇设为南锡城市核心区，并将包括核心区在内的周边共284个市镇划为南锡城市区。自2020年起，南锡城市区被包含353个市镇的南锡城市辐射区代替。此外，还将旺德夫尔莱南锡市镇分为了17个“块区”（IRIS），以便于统计人口分布情况。

## 交通

### 公路
A33高速公路经过旺德夫尔莱南锡市区西南部，通过一处互通立交桥连接市区，此外还有默尔特-摩泽尔省省道D93线和D974线在旺德夫尔莱南锡境内交汇。
| 2 | 3.5 |

| 南锡-火车城站 | 4.5 |

| 维莱莱南锡 | 2.5 |

| 讷沃迈松 | 8.3 |

2019年，62.2%的旺德夫尔莱南锡家庭拥有至少一辆私人汽车。2019年，旺德夫尔莱南锡境内共发生各类交通事故40起，造成1人遇难，45人受伤，其中1人重伤。

### 铁路
旺德夫尔莱南锡距离南锡城站的公路里程大约4.5公里，该站停靠前往巴黎、尼斯方向的高速列车，并开行前往梅斯、斯特拉斯堡、第戎、巴勒迪克、蓬圣樊尚、勒米尔蒙、圣迪耶和隆维等方向的区域列车。

### 航空
旺德夫尔莱南锡距离洛林机场的公路里程约49公里。

### 城市公共交通
旺德夫尔莱南锡是南锡城市公共交通（商业名称为）的覆盖范围，后者是大南锡都会区的城市公共交通系统。截至2023年3月，该系统共包括数十条公交线路，其中公交A线、T4线、10路、11路、17路和Citadine 2线经过旺德夫尔莱南锡的市镇范围内。

## 政治

### 市政内阁

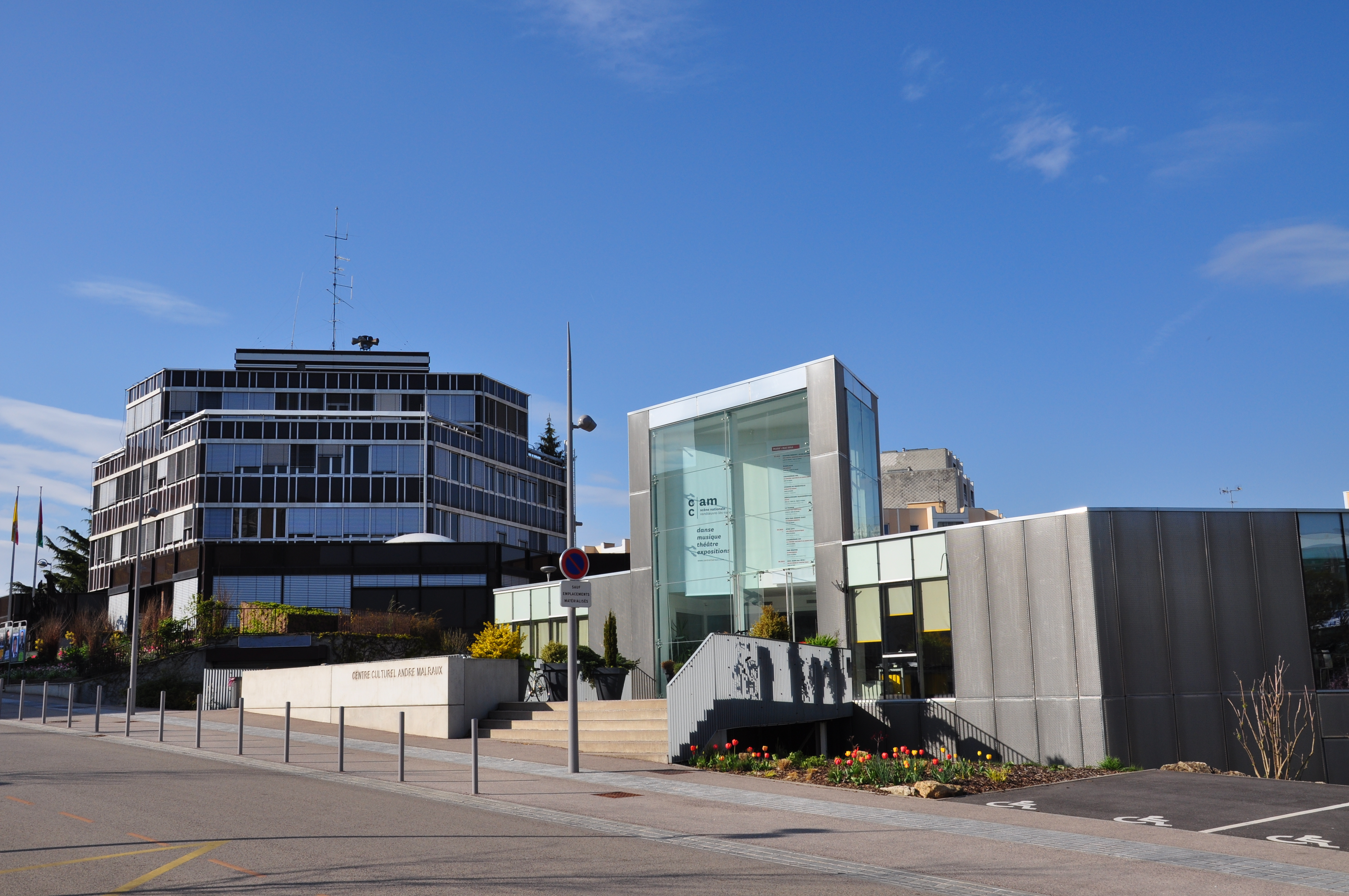
旺德夫尔莱南锡市政厅

旺德夫尔莱南锡的现任市长为斯泰凡·阿布洛先生（Stéphane HABLOT），他是社会党的一名成员，在2020年的市政选举中获得了65.80%的支持率。
| 旺德夫尔莱南锡历届市长 | 旺德夫尔莱南锡历届市长              | 旺德夫尔莱南锡历届市长 |
| 任期                   | 市长                                | 党派                   |
| ---------------------- | ----------------------------------- | ---------------------- |
| 1945年－1965年         | Désiré MASSON 代西雷·马松           | SFIO工人国际法国支部   |
| 1965年－1983年         | Richard POUILLE 里夏尔·普耶         | UDF法国民主联盟        |
| 1983年－1989年         | Michel BERTRAND 米歇尔·贝尔特朗     | 無黨籍                 |
| 1989年－1995年         | Pierre ROUSSELOT 皮埃尔·鲁斯洛      | PS社会党               |
| 1995年－2008年         | Françoise NICOLAS 弗朗索瓦丝·尼古拉 | UMP人民运动联盟        |
| 2008年－               | Stéphane HABLOT 斯泰凡·阿布洛       | PS社会党               |

### 各级选举
| 旺德夫尔莱南锡历届投票选举结果 | 旺德夫尔莱南锡历届投票选举结果 | 旺德夫尔莱南锡历届投票选举结果 | 旺德夫尔莱南锡历届投票选举结果 | 旺德夫尔莱南锡历届投票选举结果 | 旺德夫尔莱南锡历届投票选举结果 | 旺德夫尔莱南锡历届投票选举结果 | 旺德夫尔莱南锡历届投票选举结果 | 旺德夫尔莱南锡历届投票选举结果 | 旺德夫尔莱南锡历届投票选举结果 |
| 选举项目                       | 选举范围                       | 选区单位                       | 选区单位内的选举结果           | 选区单位内的选举结果           | 选区单位内的选举结果           | 选区单位内的选举结果           | 选区单位内的选举结果           | 选区单位内的选举结果           | 参考资料                       |
| 选举项目                       | 选举范围                       | 选区单位                       | 第一轮胜出者                   | 第一轮胜出者                   | 支持率                         | 第二轮胜出者                   | 第二轮胜出者                   | 支持率                         | 参考资料                       |
| ------------------------------ | ------------------------------ | ------------------------------ | ------------------------------ | ------------------------------ | ------------------------------ | ------------------------------ | ------------------------------ | ------------------------------ | ------------------------------ |
| 2017年法國總統選舉             | 法國                           | 市镇                           |                                | 埃马纽埃尔·马克龙              | 27.3%                          |                                | 埃马纽埃尔·马克龙              | 73.01%                         | [ 31 ]                         |
| 2017年法国立法选举             | 默尔特-摩泽尔省第二选区        | 市镇                           |                                | 洛朗·加尔西亚                  | 37.48%                         |                                | 洛朗·加尔西亚                  | 64.69%                         | [ 31 ]                         |
| 2019年欧洲议会选举             | 法國                           | 市镇                           |                                | 娜塔莉·卢瓦索                  | 25.3%                          | （不适用）                     | （不适用）                     | （不适用）                     | [ 33 ]                         |
| 2021年法国省级选举             | 默尔特-摩泽尔省                | 县 市镇                        |                                | 西尔薇·克伦尚 斯泰凡·阿布洛    | 59.89%                         |                                | 西尔薇·克伦尚 斯泰凡·阿布洛    | 67.5%                          | [ 34 ]                         |
| 2021年法国大区选举             | 大東部大區                     | 市镇                           |                                | 让·罗特纳                      | 24.78%                         |                                | 埃利亚娜·罗马尼                | 36.13%                         | [ 35 ]                         |
| 2022年法国总统选举             | 法國                           | 市镇                           |                                | 让-吕克·梅朗雄                 | 32%                            |                                | 埃马纽埃尔·马克龙              | 70.34%                         | [ 31 ]                         |
| 2022年法国立法选举             | 默尔特-摩泽尔省第二选区        | 市镇                           |                                | 斯泰凡·阿布洛                  | 47.43%                         |                                | 斯泰凡·阿布洛                  | 60.77%                         | [ 31 ]                         |

## 人口
2019年，旺德夫尔莱南锡市镇人口数量为29,942，在法国排名第283位。其中男性14,652人，女性15,290人，75岁及以上人口占6.9%，外籍人口数量为3,630人，人口密度为3,165人/平方公里，当地居民被称为（男性）或（女性）。2020年，旺德夫尔莱南锡境内出生298人，死亡人口221人。
| 旺德夫尔莱南锡1901年－2020年人口变化情况 |
|                                          |
| 数据来源：Cassini、INSEE                 |

## 经济

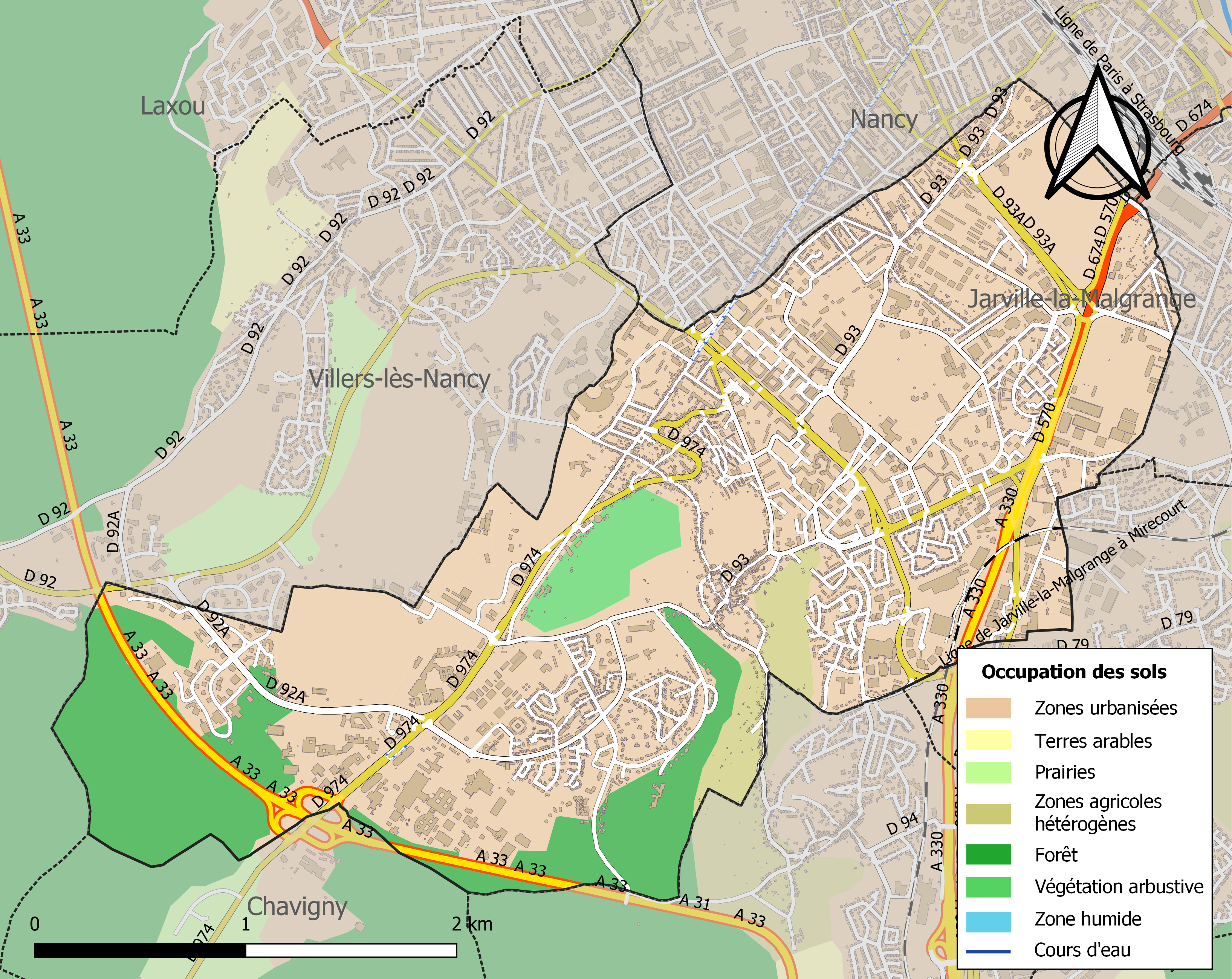
旺德夫尔莱南锡土地利用情况地图

旺德夫尔莱南锡是南锡的一个近郊卫星城，也是一个区域性的中心城市。截止2023年3月，旺德夫尔莱南锡市镇范围内共有各类用人单位（包含自雇）3,888家，平均历史为15年，其中98.16%为中小型企业（PME），2023年1月至3月间，当地的经济活力指数为1.11%。（饲料科技）、（医疗）及（制冷）是当地2021年营业额最高的三个企业，分别为54,723,605欧元、18,310,824欧元和15,763,358欧元。

## 财政与居民收入
2021年，旺德夫尔莱南锡的财政收入总额为35,230,600欧元，财政支出总额为33,581,800欧元，当年的债务总额为9,275,790欧元。2021年，旺德夫尔莱南锡市镇通过增值税获得558,100欧元的收入，此外当地还共获得了108,790欧元的国家直接财政补助。
2020年，旺德夫尔莱南锡的人均月收入总额为2,071欧元，其中高级职员为3,666欧元，低于法国平均水平（4,230欧元）；中级职员为2,240欧元，低于法国平均水平（2,411欧元）；普通职员为1,650欧元，亦低于法国平均水平（1,740欧元）。
2019年，旺德夫尔莱南锡境内的贫困率为28%，青壮年（15至64岁）失业率为18.6%；当地40.5%的家庭拥有纳税资格，平均纳税3,149欧元，低于法国平均水平（3,910欧元）。

## 社会事务

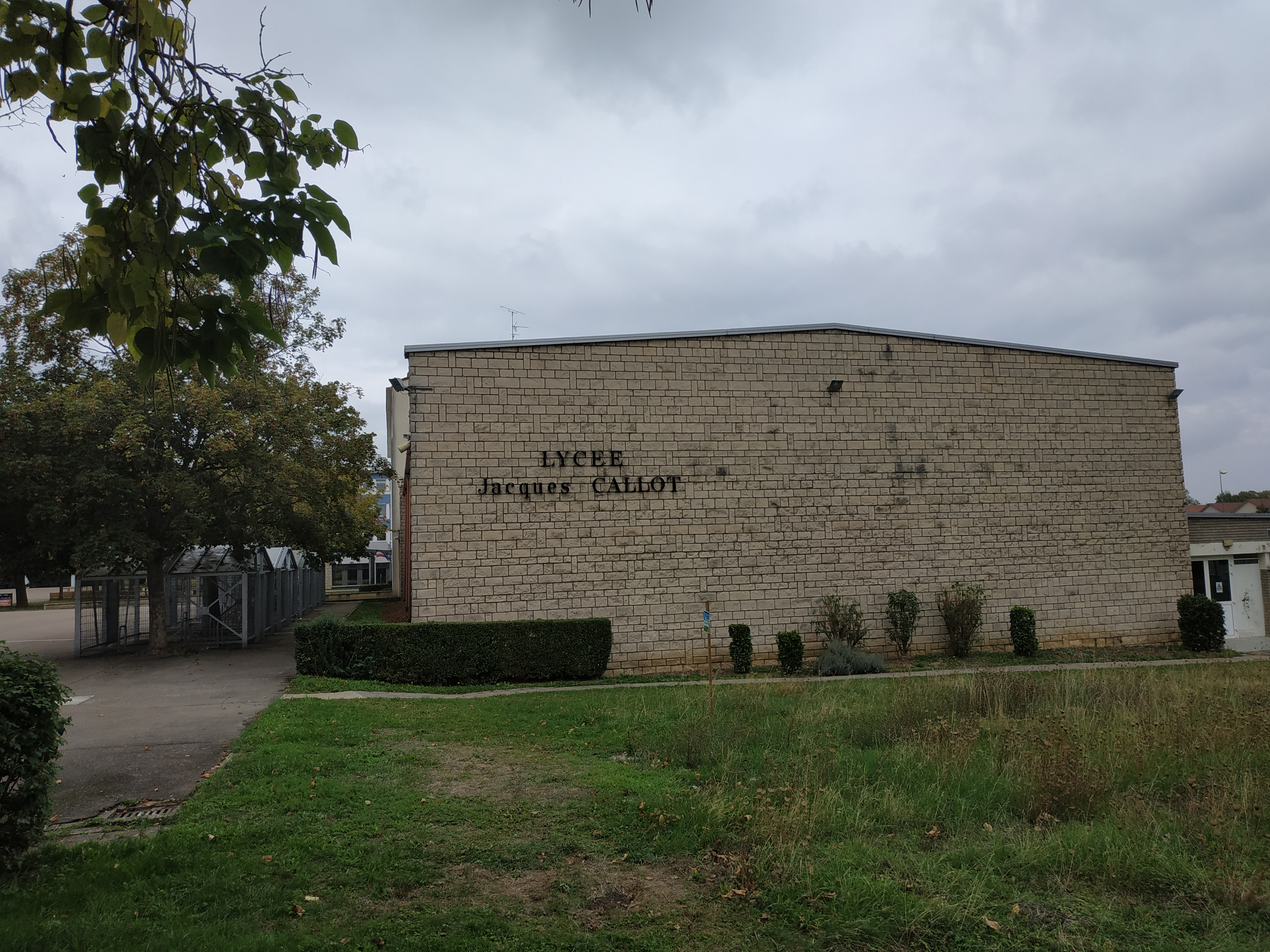
雅克·卡洛高级中学

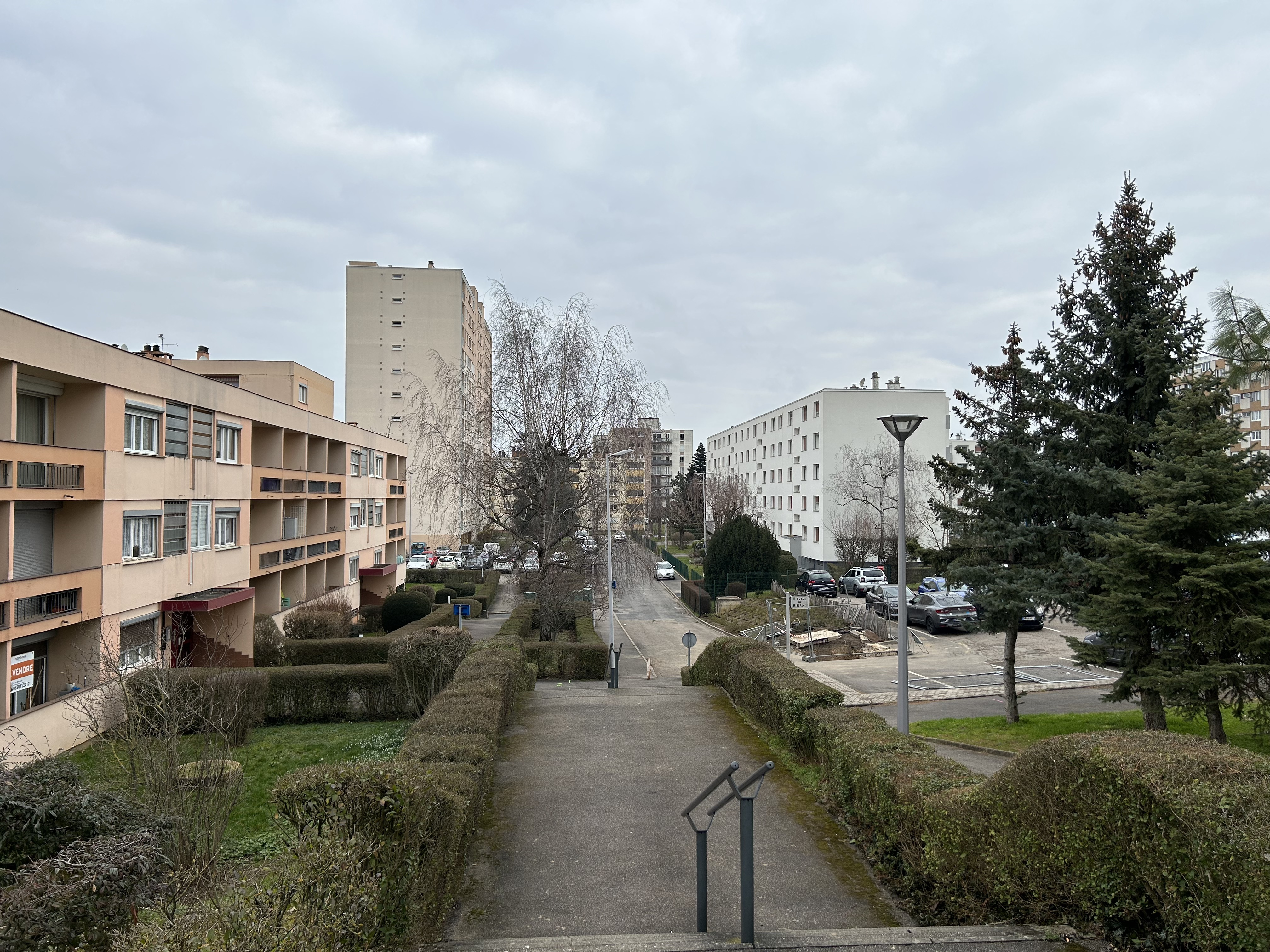
旺德夫尔莱南锡的一处居民区

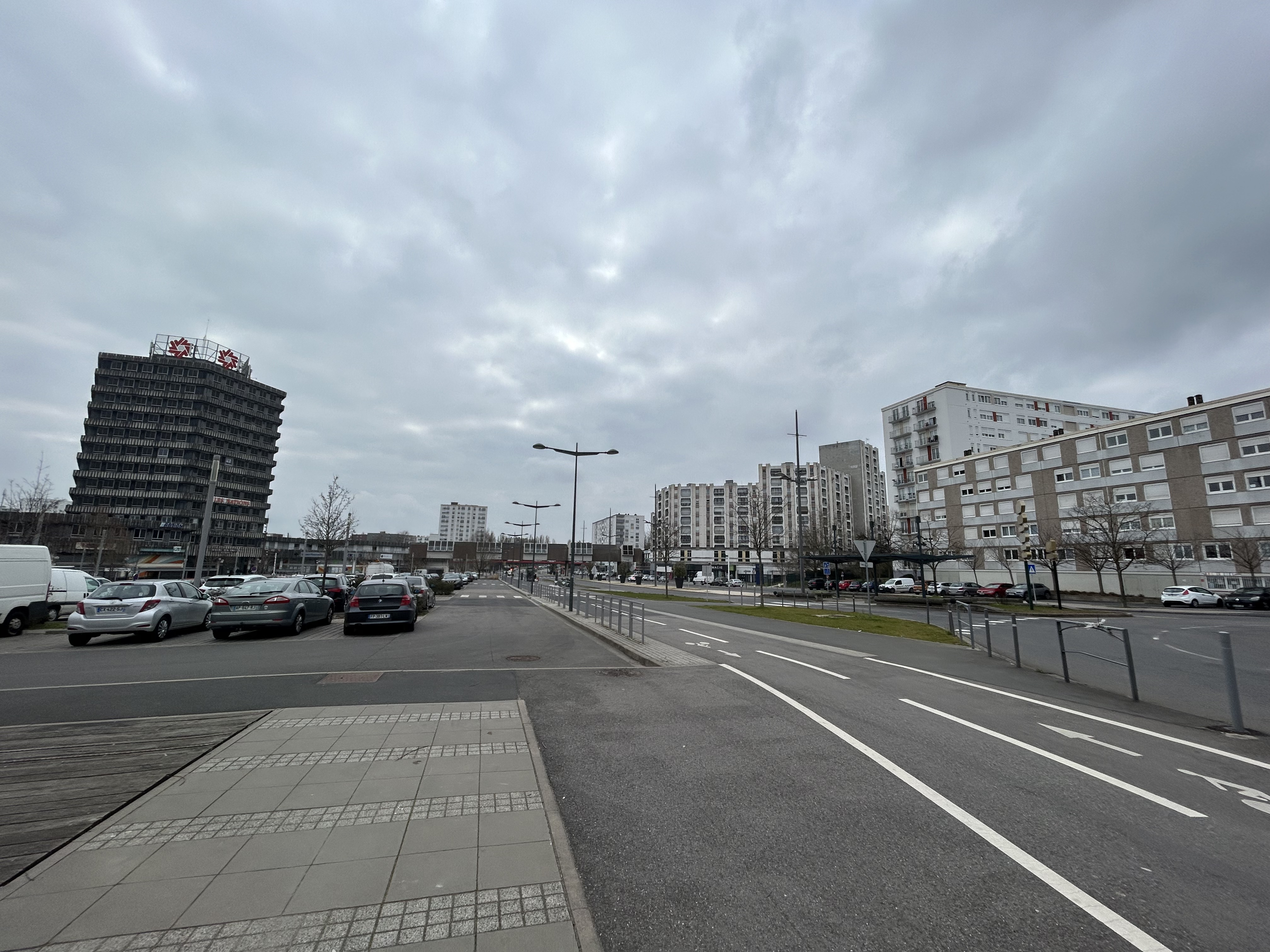
民族广场

### 教育
旺德夫尔莱南锡属于南锡-梅斯学区。截止2021年1月1日，旺德夫尔莱南锡境内共有9所幼儿园、9所小学、2所初级中学、1所普通高中。2021至2022学年度，旺德夫尔莱南锡境内共有在校中等教育阶段学生1,825名。
在高等教育方面，洛林大学的多个学院机构位于旺德夫尔莱南锡境内的布拉布瓦科教园区，其中工程师学校包括国立高等地质学校、国立高等农业和食品工业学校、洛林大学综合理工学院、南锡国立高等电子机械学校等。

### 医疗
截止2021年1月1日，旺德夫尔莱南锡境内共有全科医生54名、保健师29名、牙医21名、护士33名、耳科医生2名、眼科医生4名、皮肤科医生4名、助产士4名、儿科医生5名和妇科医生3名。境内共有药房10家、养老院1家、残疾人帮扶中心5家。
南锡大学区域中心医院是法国的一个区域性医疗机构，也是一个大学教学医院，其主病区布拉布瓦医院（Hôpitaux de Brabois）位于旺德夫尔莱南锡市区南部，该院设有床位958个，是当地规模最大的公立综合性医院。

### 住房
2019年，旺德夫尔莱南锡境内共有各类住房17,162套，其中16.0%为独立式居民区，82.4%为集中式居民区。常住房屋占旺德夫尔莱南锡市镇范围内居民建筑总量的91.2%。
在住房保障政策方面，2021年，旺德夫尔莱南锡境内共有8,216户家庭获得了住房经济补助，受益人数占总人口数量的27.4%，其中8,095份为房租补助。

### 商业
2021年，旺德夫尔莱南锡境内共有各类实体商铺421家，其中餐厅84家、大型超市10家、杂货店11家、面包房13家、肉铺4家、书店8家、装饰品店3家、银行门店8家、美容美发店20家、汽车维修店20家。市区中部建有“民族商业中心”（Centre Commercial Les Nations），后者是一个集中式商业体。

### 体育
2021年，旺德夫尔莱南锡境内共有1家游泳池、7间体育馆、6处网球场、3处马术场、3处足球或橄榄球场以及3处篮球或排球场。
截至2023年3月，旺德夫尔莱南锡境内共有10家注册足球俱乐部。旺德夫尔莱南锡体育俱乐部（编号518457）是当地的代表性足球队，成立于1960年，其主队2022至2023赛季参加大东部大区足球联赛甲组（法国第六级别），其主场为雅克·索内球场（Stade Jacques Sonnet）。

### 环境
旺德夫尔莱南锡的环境事务由其所属的大南锡都会区联合各级政府协调负责。2021年，旺德夫尔莱南锡境内共有3家污染企业。

### 治安
2021年，旺德夫尔莱南锡市镇范围内共有1处派出所。
旺德夫尔莱南锡及其附近的共20个市镇是南锡警区（zone police de Nancy）的管辖范围。2020年，该警区累计记录各类案件13,080起，其中盗窃类案件6,499起，经济类案件2,106起，毒品交易类案件594起。

## 文化
2021年，旺德夫尔莱南锡境内共有1家剧场和1家博物馆。旺德夫尔莱南锡建有儒勒·凡尔纳多媒体中心（Médiathèque Jules Verne），每周二至六向公众开放。

### 建筑
旺德夫尔莱南锡境内的大部分建筑建有20世纪以后，其中审判圣弗朗索瓦教堂、安托万城堡等为法国国家文物保护单位。

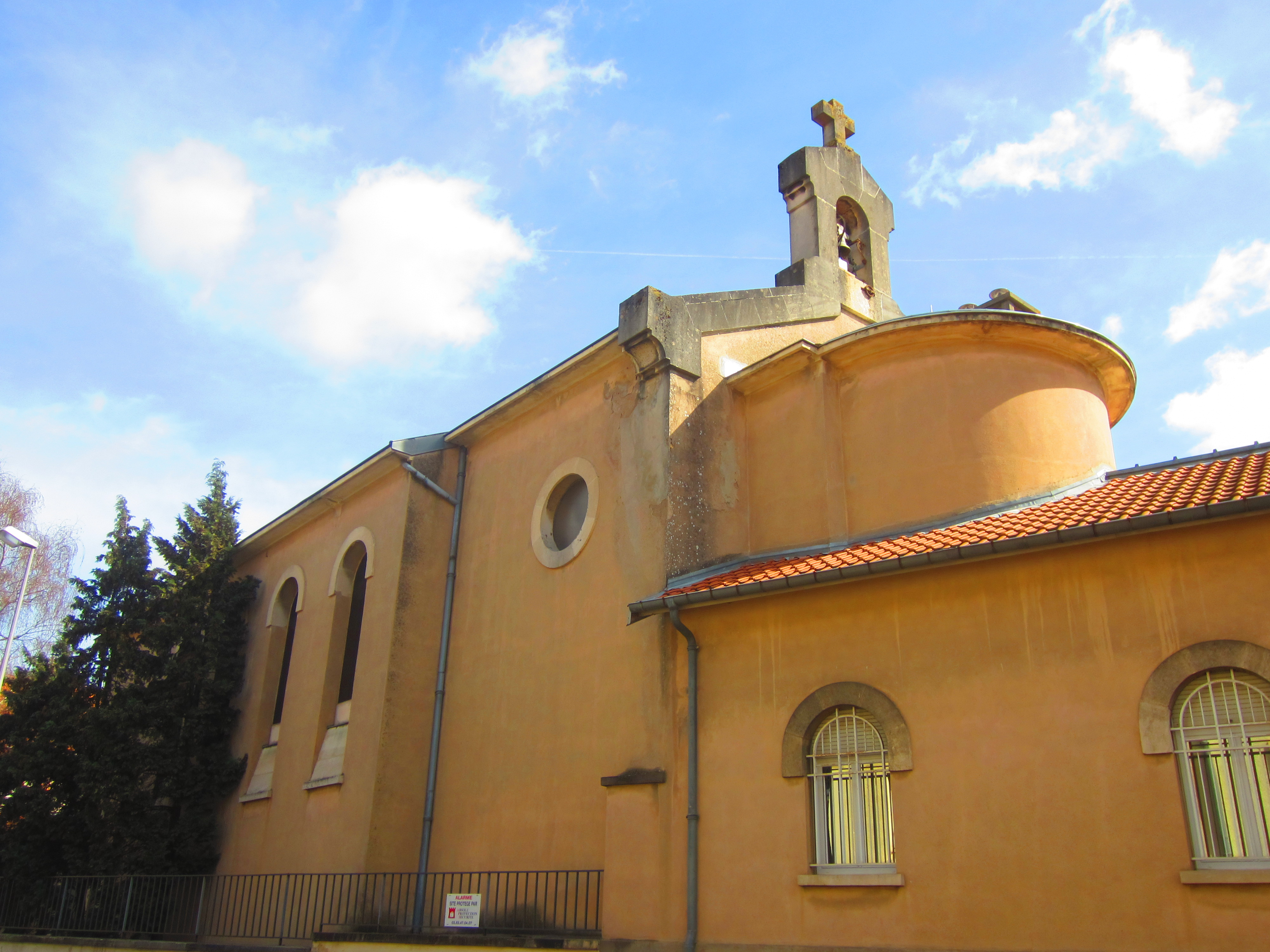
圣克莱尔小教堂
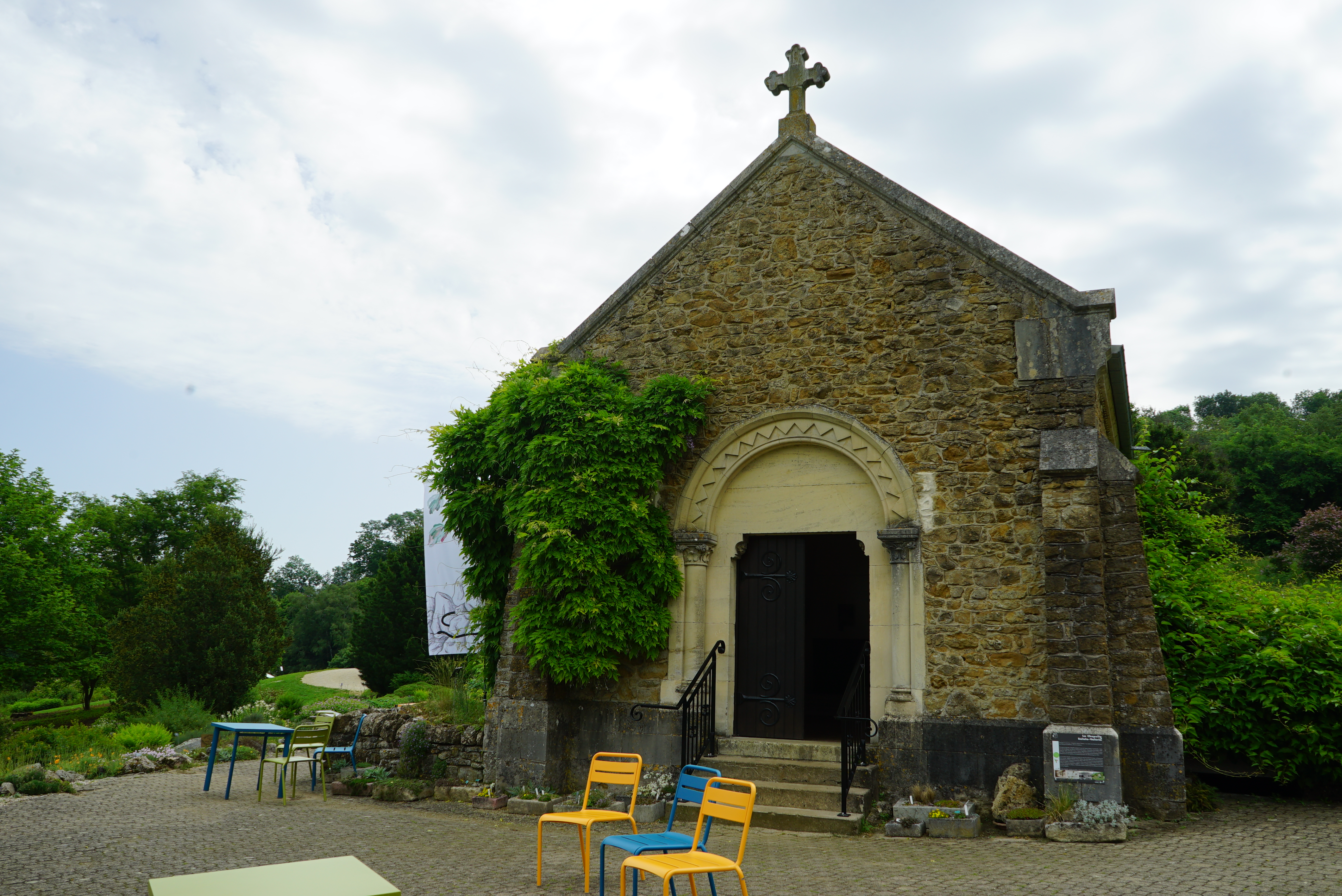
圣瓦莱丽小教堂
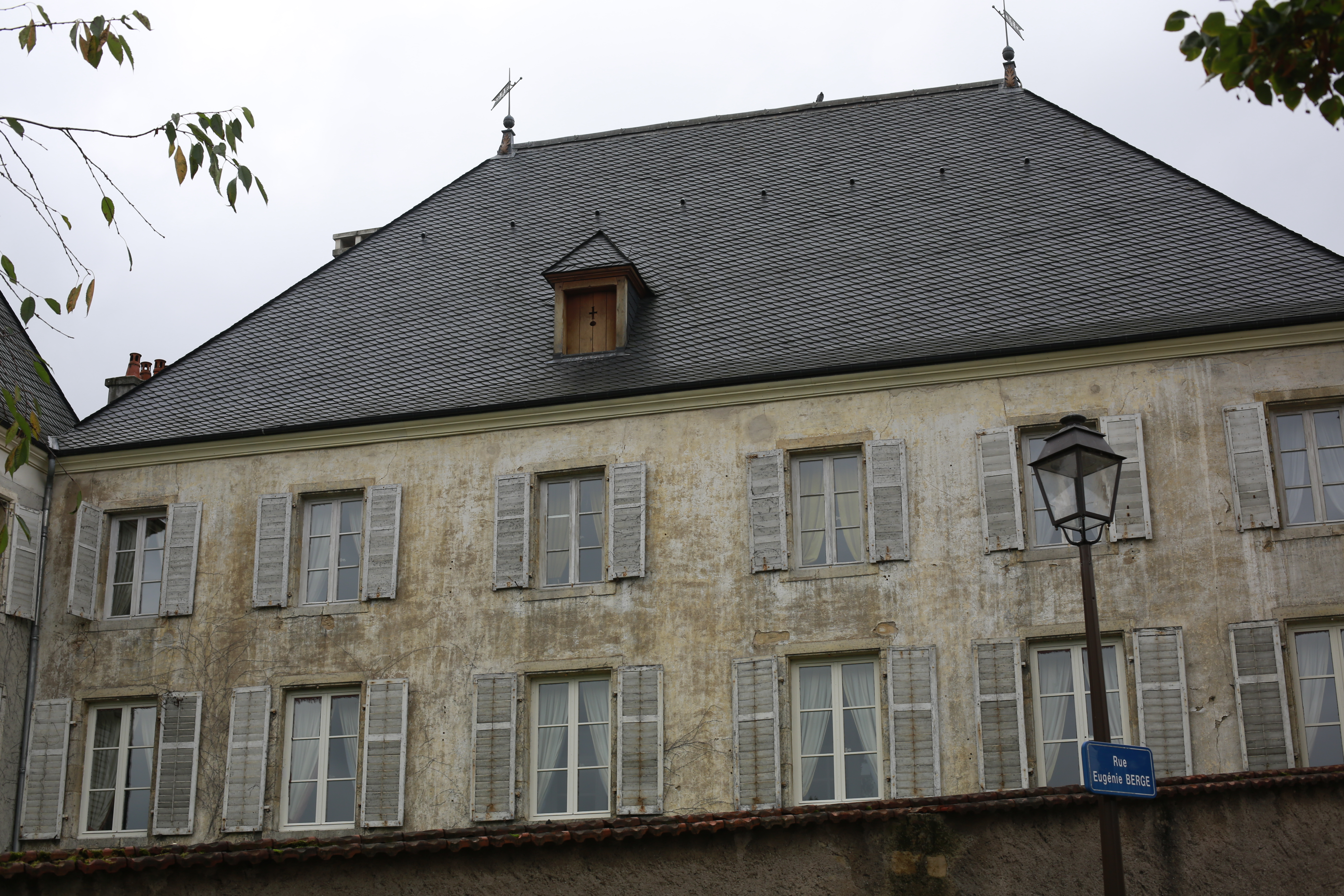
安托万城堡（法语：Château Anthoine）
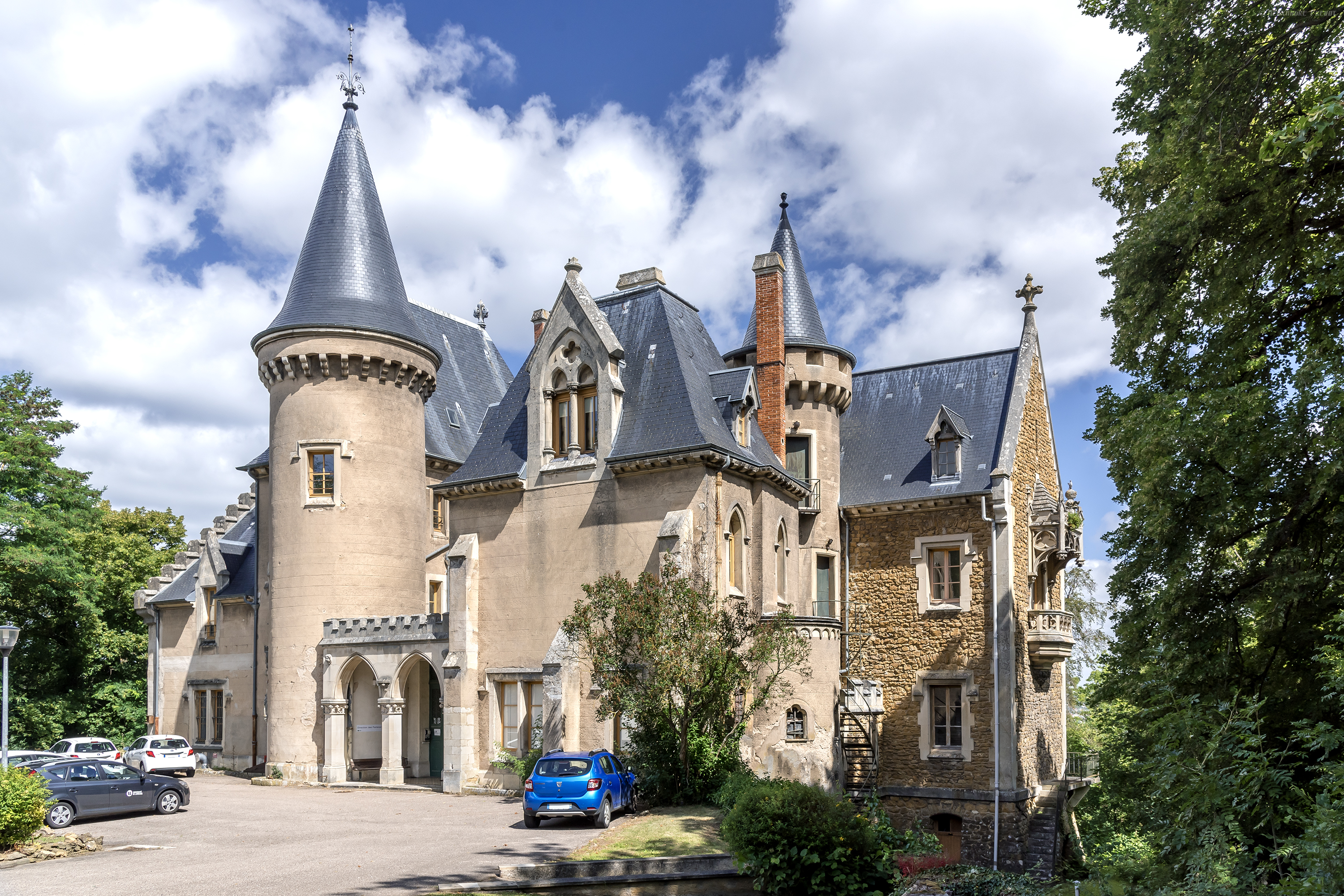
勒蒙泰城堡（法语：Château du Montet）
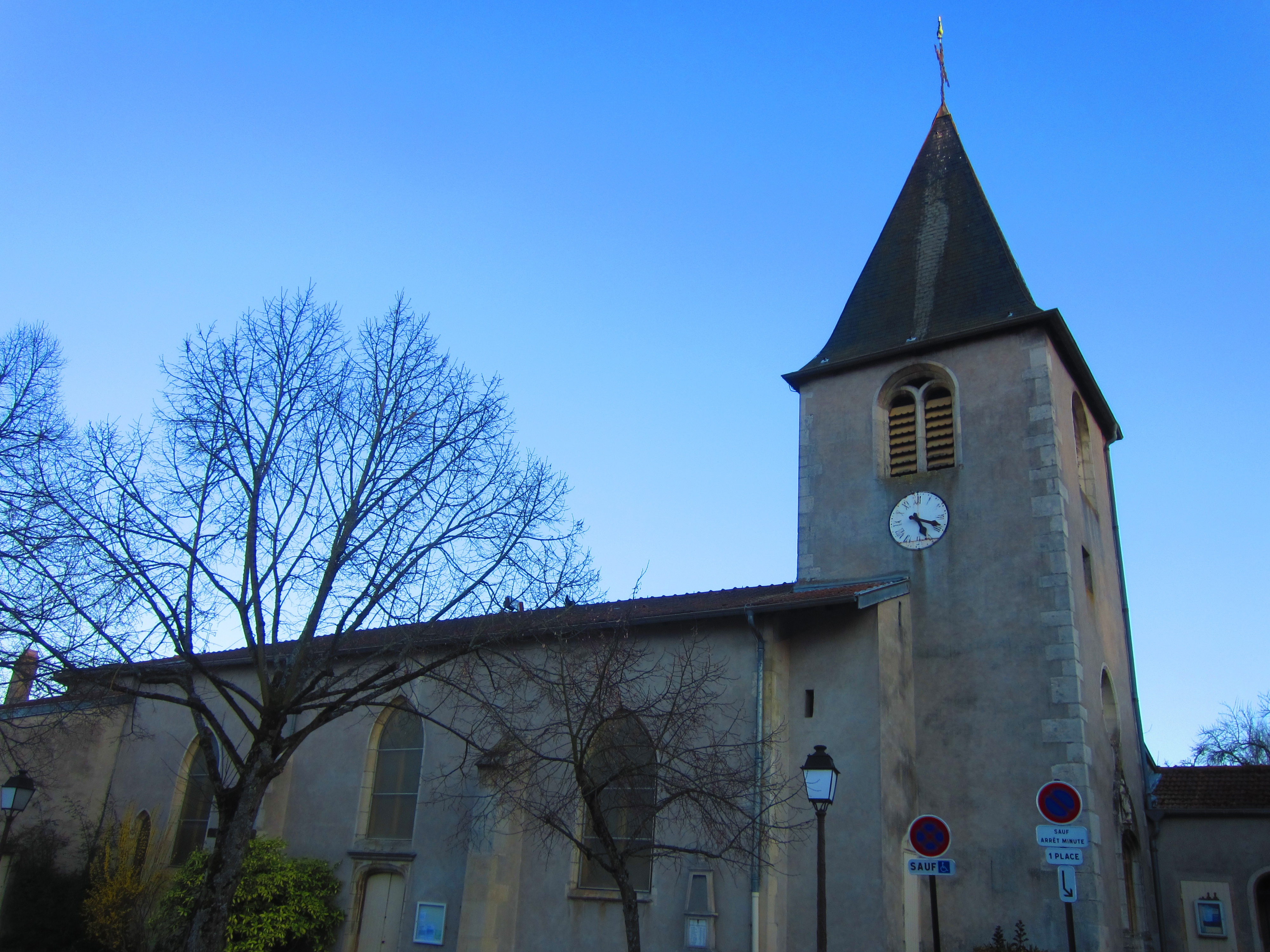
圣梅莱娜教堂
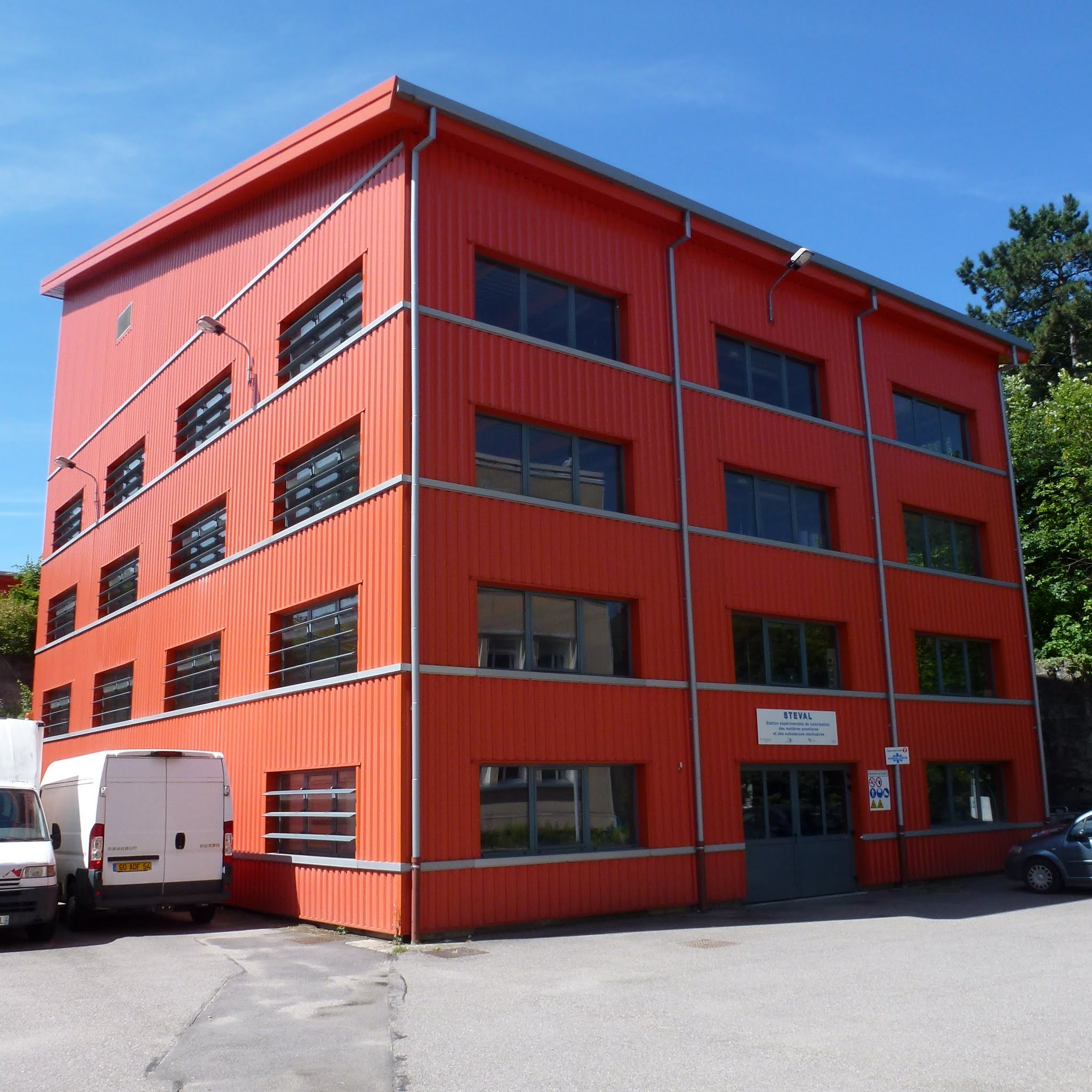
南锡国立科学院
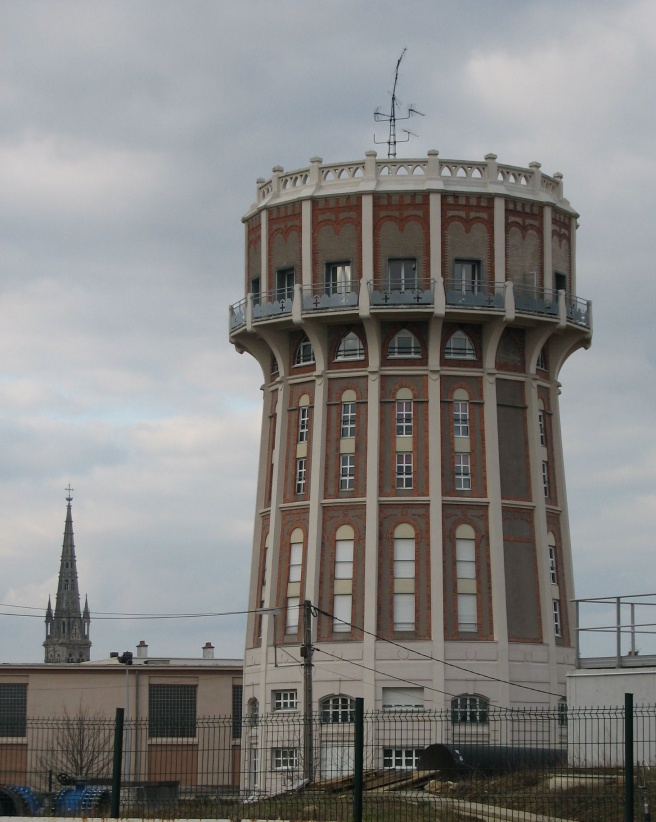
水塔

### 旅游

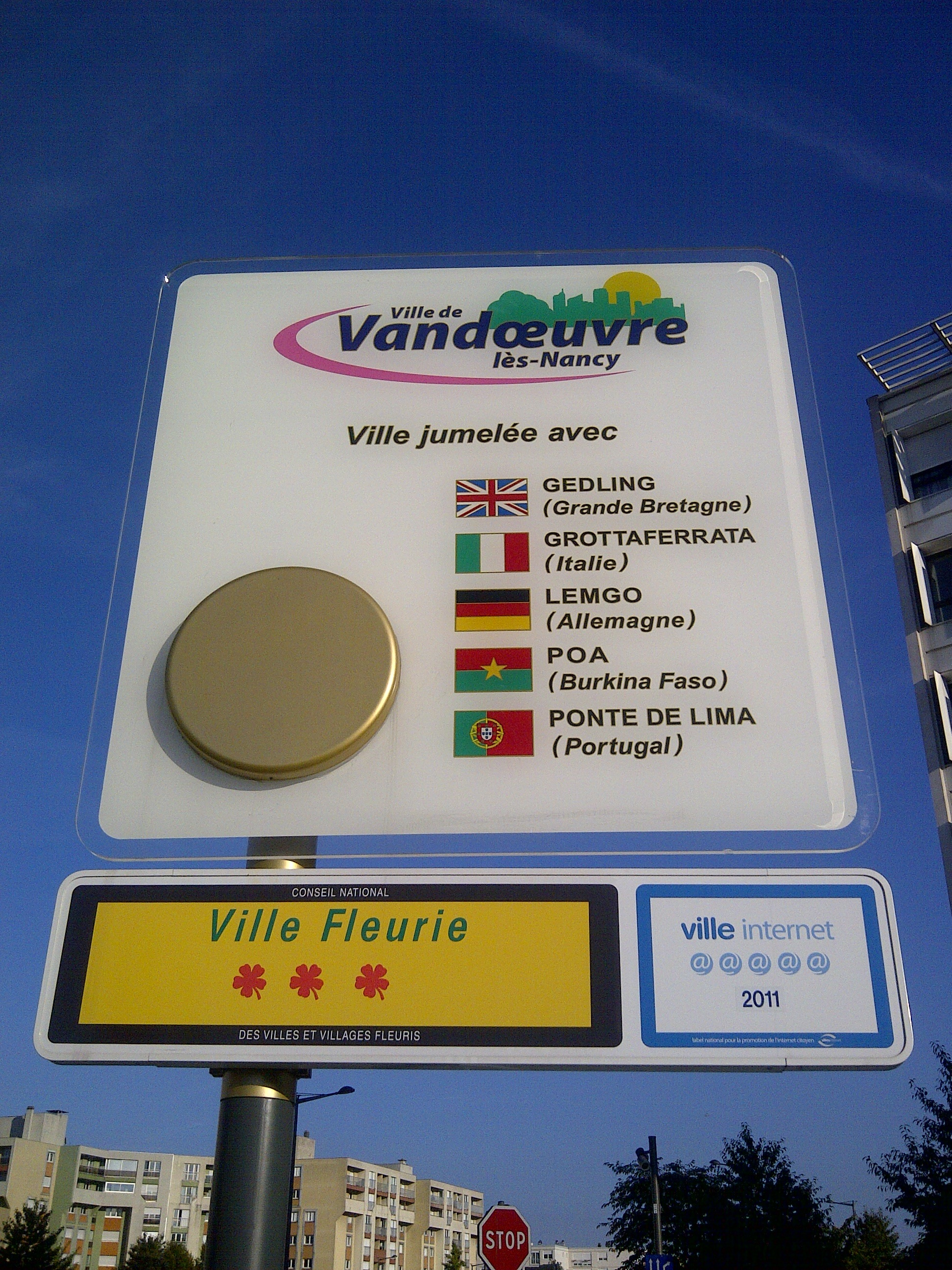
旺德夫尔莱南锡友好城市路牌

旺德夫尔莱南锡的旅游事务由其所属的大南锡都会区负责。2022年，旺德夫尔莱南锡境内共有3家酒店共计219间房间。

### 媒体
法国主要的媒体均可在旺德夫尔莱南锡接收，法国电视三台下属的大东部大区频道在部分时段播出旺德夫尔莱南锡所在默尔特-摩泽尔省的地方新闻。《东部共和报》、南锡加勒比广播、蓝色法兰西南洛林广播等是当地主要的地方性媒体。

## 相关人物
法国前足球运动员米歇尔·普拉蒂尼曾居住于旺德夫尔莱南锡。

## 友好城市
截至2023年3月，旺德夫尔莱南锡共与五座城市互为友好城市关系：
- 德国 莱姆戈
- 義大利 格罗塔费拉塔
- 葡萄牙 蓬蒂迪利马
- 英格兰 Gedling
- 布吉納法索 Poa